# Tenryū-ku (Hamamatsu)
Tenryū-ku (天龍区 Tenryū-ku?) es uno de los siete barrios de la ciudad de Hamamatsu, Japón. Hasta el 1 de septiembre de 2011 tenía una población estimada de 33.217 habitantes y una densidad de 35.2 personas por metro cuadrado. La superficie total del barrio es de 944,00 km².
Tenryū Ward se estableció el 1 de abril de 2007. Consiste en cinco antiguas ciudades, pueblos y aldeas, incluida la antigua ciudad de Tenryū, y pueblos de Sakuma, Haruno y Misakubo que se habían fusionado previamente en Hamamatsu el 1 de julio de 2005.
Tenryū Ward es el más grande de los siete barrios de Hamamatsu en términos de área. Su densidad de población de 28,9 personas por km² es muy baja. El barrio tenía una población de 34,936 y un área de 944.00 km² en 2009. Está muy arbolado, lo que contribuye a la silvicultura, que es una de las principales industrias de Hamamatsu. También hay muchas represas en los tramos superiores del río Tenryū, que suministran energía hidroeléctrica a la red de Chubu Electric Power Company.

## Descripción general
Tenryu Ward cubre toda el área de la antigua ciudad de Tenryu, el antiguo Harunocho, el antiguo Sakumacho, la antigua aldea de Yatsuyama y los antiguos municipios de Hokuto 5, que se incorporaron a la ciudad de Hamamatsu el 1 de julio de 2005. La parte sur está bordeada por Hamamatsu-shi Kita-ku y Hamamatsu-shi Hamakita-ku, y la parte norte se extiende hasta la frontera de la prefectura con las prefecturas de Nagano y Aichi. Es la segunda área administrativa más grande en la ciudad designada por ordenanzas de Japón, después del Barrio Aoi en la ciudad de Shizuoka. El área de Tenryu es principalmente boscosa, y la industria forestal, una de las principales industrias de Hamamatsu, se encuentra principalmente en el área de Tenryu. Sin embargo, como en muchos pueblos de montaña en todo el país, la despoblación está progresando, y es el distrito más pequeño en términos de población y densidad de población entre los distritos administrativos en las ciudades designadas por ordenanzas de Japón.

## Geografía
En el condado, es una esquina de las antiguas armas Toyota, Iwata-gun y Shuchi-gun.

### Río
- Sistema de agua del río 
  - Río Tenryu
  - Tenryu Kedagawa
  - Río Minakubo
  - Río Oyose

## Estructura del distrito
Distrito de Futama
(Futamata, etc.)

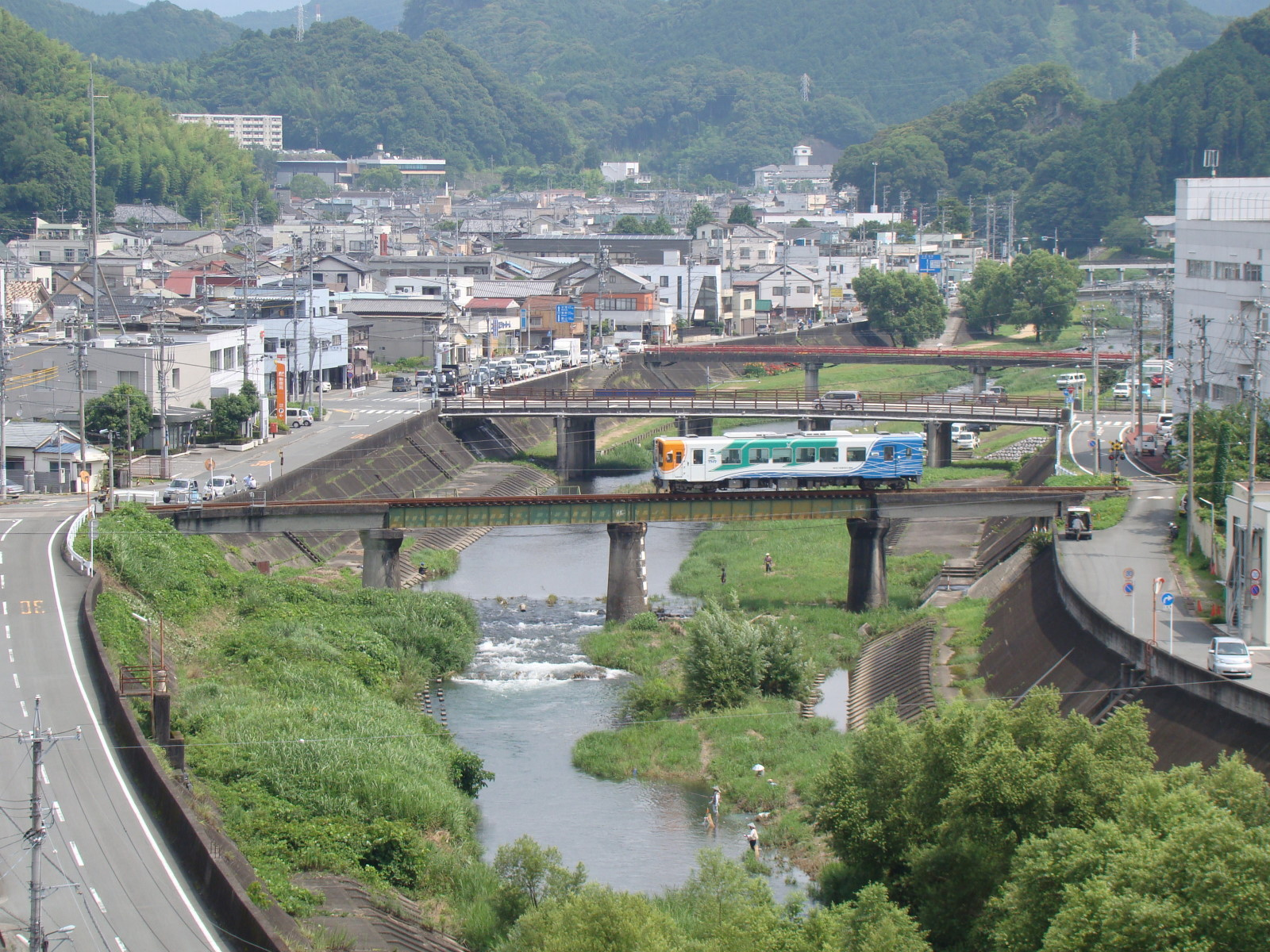
Futamata Town (julio de 2009)

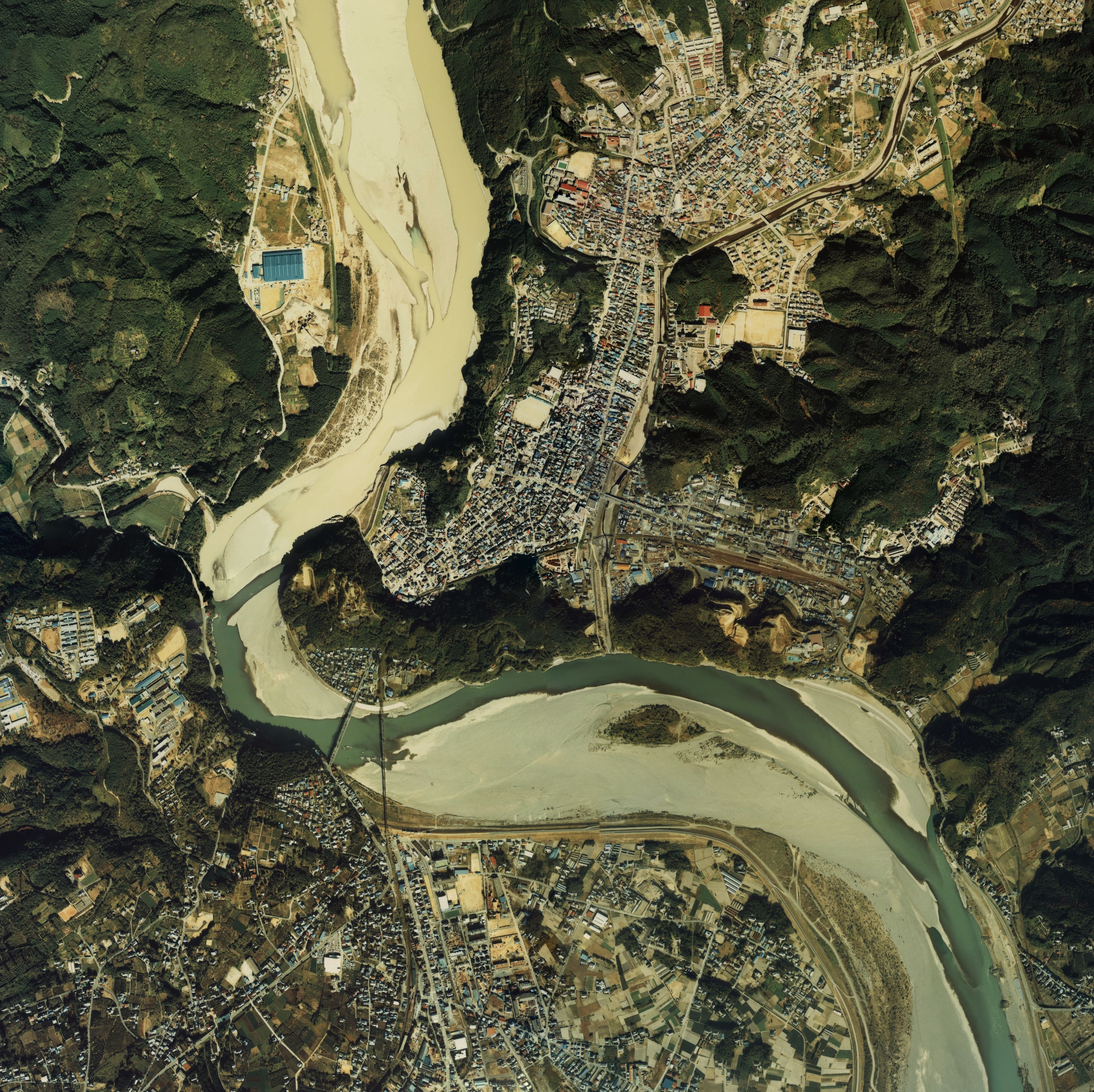
Foto aérea del área alrededor del distrito de Futamata (antiguo centro de la ciudad de Tenryu) donde se encuentra la oficina del barrio. El río Tenryu está ubicado en la llanura desde el área montañosa. Combinó y creó seis fotos tomadas en 1983. Ministerio de Tierras, Infraestructura, Transporte y Turismo creado con base en información de imágenes de tierra (fotografías aéreas en color)

En este distrito se encuentra la Oficina del Barrio Tenryu, que es la puerta de entrada a Kita-en (norte de Enshu). Cuenta con agencias administrativas de la prefectura y del municipio, así como también con instalaciones comerciales. En el aspecto comercial, se decidió retirar del distrito las grandes instalaciones comerciales.
Área de AtakoAtako/Kuma
(Como un oso)
Es relativamente rico en naturaleza, y el pueblo de Kumma Watermill se encuentra allí.
Zona de Haruno
(Ciudad de Haruno)
En el distrito de Miyagawa, donde se encuentra la Biblioteca Haruno, y en Keda, hay casas y tiendas a lo largo de la Ruta 362.
Distrito de Sakuma
(Pueblo de Sakuma)
Los distritos centrales de Sakuma-cho y Urakawa tienen tiendas y casas a lo largo de la ruta 473 y a lo largo de la línea JR Iida.
Área de Minakubo
(Ciudad de Mizukubo)
Hay muchas casas y tiendas alrededor de la estación de Minakubo.
Distrito de Yokoyama/Yongsan
(Ciudad de Yokoyama, ciudad de Yongsan, etc.)
Hay casas y tiendas a lo largo de la ruta 152, así como lugares pintorescos como el desfiladero de Shirakura.

## Historia
- 1 de abril de 1889 (Meiji 22) - Se establece la ciudad de Futamata.
- 1901 (Meiji 34) -Oyumi y Tokura en la aldea de Tatsukawa, y Sojiri y Shimohirayama en la aldea de Yamaka se fusionan para formar la aldea de Tatsuyama.
- 25 de mayo de 1925 (Taisho 14): la aldea de Okuyama, condado de Zhou, se impone como ciudad. Renombrado y se convirtió en la ciudad de Mizubo.
- 1 de junio de 1940 (Showa 15) - Se inauguró la línea Fumama (actual línea Tenryu Hamanako).
- 1 de julio de 1951 (Showa 26) - El ex Mizubo-cho cambió el condado de Shuchi-gun a Iwata-gun.
- 30 de septiembre de 1956: Inui-machi y Kumagiri-mura se fusionan en Haruno-cho.
- 30 de septiembre de 1956-Urakawa-cho y Sakuma-mura, Josai-mura y Yamaka-mura se fusionan, y se establece Sakuma-cho.
- 1 de agosto de 1957: Harunocho y Ketamura se fusionan para formar Harunocho.
- 1958 (Showa 33) 1 de abril: Futamata Town es promulgada y renombrada como Tenryu City.
- 1958 (Showa 33) - Presa Akiba completada en Yongsan-mura.
- 1970 (Showa 45) - Se cierra la mina Mine Nosawa en Yongsan Village. Junto con eso, la escuela primaria Shimohirayama fue cerrada.
- 1 de julio de 2005: la ciudad de Tenryu, la ciudad de Haruno, la ciudad de Sakuma, la ciudad de Mizubo y la aldea de Ryuyama fueron transferidas a la ciudad de Hamamatsu. Se establece el área autónoma del área de Tenryu, el área autónoma del área de Haruno, el área autónoma del área de Sakuma, el área autónoma del área de Mizubo y el área autónoma del área de Yongsan.
- 1 de abril de 2007: Tenryu-ku se establece con la transición de la ciudad de Hamamatsu a una ciudad designada por el gobierno.
- 31 de marzo de 2012: se eliminarán cinco regiones autónomas locales establecidas en Tenryu Ward.

## Turismo
El distrito de Tenryu está bendecido con ricos bosques y tiene muchas atracciones turísticas famosas. En particular, muchas personas visitan la presa de Sakuma y el santuario de Akiba.
- Sitio histórico
  - Ruinas del castillo de Futamata (sitio histórico designado por la ciudad)
  - Ruinas del castillo de Tobayama (sitio histórico designado por la ciudad)

- Festival 
  - Descenso Tenryu
  - Fuegos artificiales de Kashima (principios de agosto)
  - Festival Futamata (mediados de agosto)
  - Festival Minakubo (mediados de septiembre)

### Atracciones principales
- Santuario de Akiba
- Presa de Akiba
- Presa Sakuma
- Santuario Yamazumi
- Presa Minakubo
- Presa Funaki
- Garganta de Shirakura
- Río Tenryu (famoso por ir río abajo)
- Kedagawa (camping auto, etc.)
- Atakogawa
- Templo Seiryu-ji (Templo Nobuyasu Tokugawa)
- Ruinas del castillo de Futamata
- Parque Tobayama

## Administración

### Oficina de Tenryu Ward

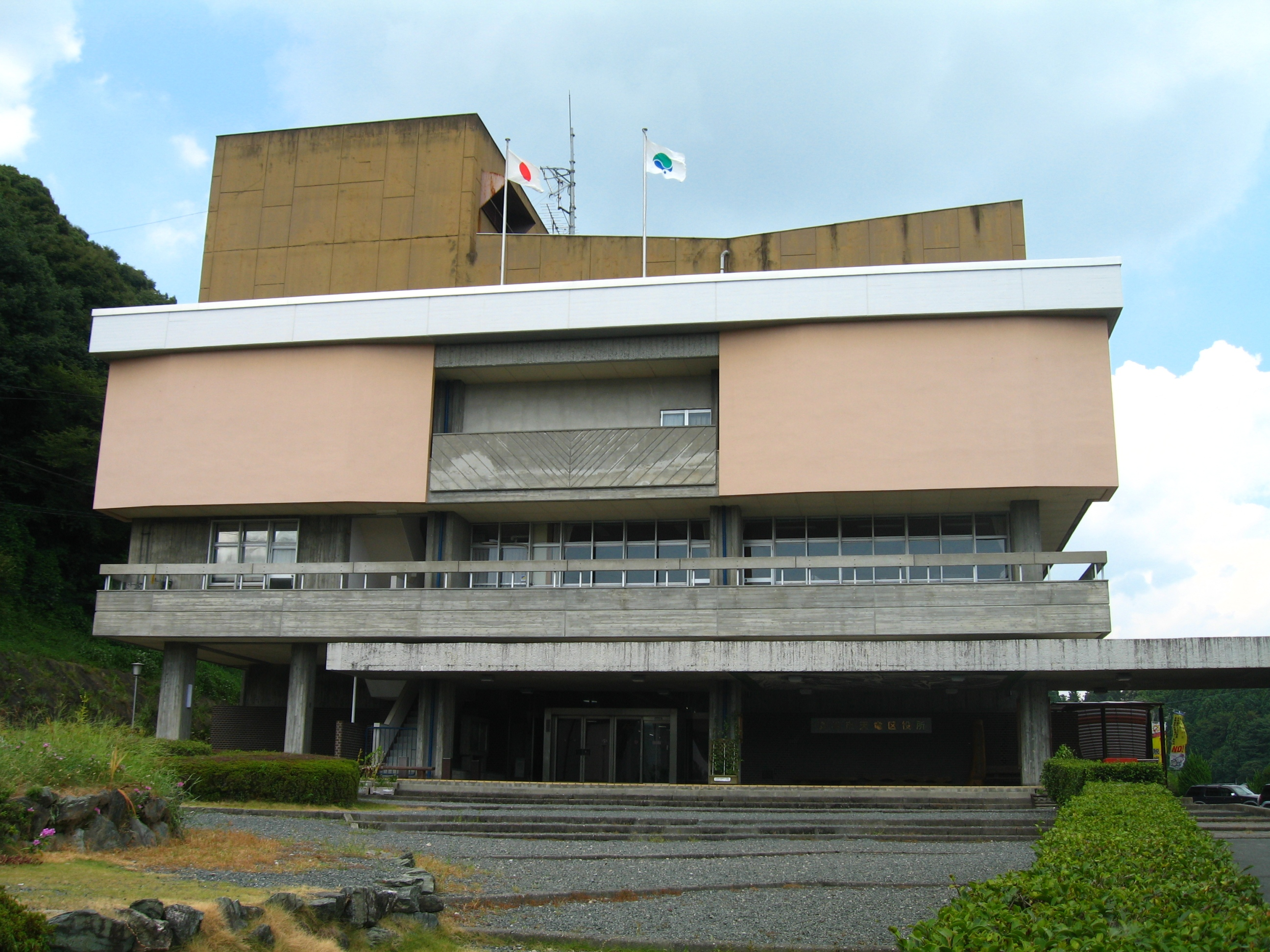
Oficina del Pupilo de Tenryu de la ciudad de Hamamatsu (antes de la renovación)

La oficina del barrio solía ser la antigua Oficina General Tenryu de la ciudad de Hamamatsu (Futamata Town Futamata, antigua oficina de la ciudad de Tenryu), pero fue desmantelada debido a problemas con el asbesto y las estructuras resistentes a los terremotos, y se decidió construir un nuevo edificio allí. Los trabajos de renovación comenzaron en noviembre de 2008, y un nuevo edificio gubernamental se completó en marzo de 2011.

### Centro de colaboración, Centro de servicio al ciudadano, Centro de contacto
- Centro de colaboración de Futama (Futamata, Futamamachi)
- Centro de colaboración de Haruno (Miyakawa, Haruno)
- Centro de colaboración de Sakuma (Sakuma central)
- Centro de colaboración de Minakubo
- Centro de colaboración de Yongsan (Omine, Yongsan-cho)
- Centro de Servicio al Ciudadano de Kashima (Kashima Futamacho)
- Centro de servicio al ciudadano del norte de Yongsan
- Centro de contacto de Gwangmyeong (Shandong)
- Centro de contacto de Tatsukawa (pueblo de Yokoyama)
- Centro de contacto del oso (oso)
- Centro de contacto de Kamitako (Nishitodaira)
- Centro de contacto antiguo de Shimoata (Ueno)
- Centro de contacto de Urakawa (Urakawa, ciudad de Sakuma)
- Centro de contacto de Yamaka (Okuma, ciudad de Sakuma)
- Centro de contacto de Josai (Oku Ryoke, Sakuma-cho)

## Instalaciones públicas

### Instalaciones de la prefectura
- Edificio del gobierno general de Hokuto de la prefectura de Shizuoka (Kashima, ciudad de Futamata)
- Comisaría de la Prefectura de Shizuoka Comisaría de Tenryu (Azo, Futama-machi)
  - Caja de policía de Harunocho (Harunouchi, Harunocho)
  - Caja de policía de Sakuma (ciudad central de Sakuma)
  - Caja de policía de Urakawa (Urakawa, ciudad de Sakuma)
  - Sucursal Minakubo
  - Oficina de la ciudad de Yokoyama (ciudad de Yokoyama)
  - Oficina de Shandong (Shandong)
  - Oficina de representación de Nishi Kashima (Nishi Kashima, Futamata Town)
  - Oficina de Representación de Shimoatago (Ryoshima)
  - Oficina de representación de Kamitako (Nishifujidaira)
  - Oficina del oso (Kanzawa)
  - Oficina de Representación de Kumagiri (Matsushita, Ishiuchi, Haruno)
  - Oficina de Keda (Keta Haruno Town)
  - Oficina de representación de Yamaka (Oi, ciudad de Sakuma)
  - Oficina de representación de Josai (ciudad de Okurya Sakuma)
  - Oficina de representación de Nishiura (Okurya, Mizubo)
  - Oficina de representación de Sejiri (Sejiri, Yongsan-cho)
  - Oficina de representación de Nishikawa (Omine, Yongsan-cho)

### Instalaciones de la ciudad
- Estación de bomberos Hamamatsu Tenryu (Futamata, Futamamachi)
  - Sucursal de Haruno (Miyagawa, Harunocho)
  - Sucursal de Sakuma (Chubu, ciudad de Sakuma)
  - Aduana de la Sucursal Minakubo

### Publicar
Enumere solo las oficinas postales que realizan la recolección y entrega.
- Oficina de correos de Tenryu (Futamata, Futamacho)
- Oficina de correos del oso (oso)
- Oficina de correos de Yongsan (Omine, Yongsan-cho)
- Oficina de correos de Sakuma (Chubu, ciudad de Sakuma)
- Oficina de correos de Minakubo
- Oficina de correos de Keta (Kata Harunocho)

## Principales instalaciones culturales y parques
Sala
- Sala Hamamatsu Tenryu Mibu (Futamata, Futama-machi)
- Ciudad de Hamamatsu Sakuma Sala de Historia y Folklore (Sakuma Town Sakuma)
- Centro Cultural Mizubo de la ciudad de Hamamatsu
- Centro Cultural del Bosque Yongsan (órgano de tubos) (Sejiri, Yongsan-cho)
- Centro Cultural Hamamatsu Haruno (Miyagawa, Haruno)

Biblioteca
- Biblioteca de la ciudad de Hamamatsu
  - Biblioteca Tenryu (Futamata, Futamamachi)
  - Biblioteca Haruno (Miyagawa, Harunocho)
  - Biblioteca Sakuma (Sakuma-machi, Sakuma-cho)
  - Biblioteca Minakubo
  - Biblioteca Yongsan (Sejiri, Yongsan-cho)

Museos y parqués
- Museo de Arte Akino Fumino de la ciudad de Hamamatsu (Futamata, Futamamachi)
- Museo de la tradición Soichiro Honda Monozukuri (Futamata, Futamamachi)
- Museo Uchiyama Shinryu (Otani)
- Ciudad de Hamamatsu Museo de Historia y Folclore de Haruno (Miyagawa, Harunocho)
- Museo Folclórico Minakubo de la Ciudad de Hamamatsu (Mizukubo-cho Hitokata)

Parque
- Parque Tobayama (Futamata, Futamacho)
- Ruinas del castillo de Futamata (Parque Shiroyama) (Futamata-machi, Futama-machi)

## Salud

### Edad media
La edad promedio de los habitantes de Tenryu al 1 de octubre de 2015 es la siguiente.
- En general-54.81 años
  - Hombre-52,70 años
  - Mujer-56.77 años

### Instalaciones médicas
- Hospital Tenryu Suzukake (Futamata, Futamacho)
- Seguro de salud nacional de la ciudad de Hamamatsu Hospital de Sakuma (Sakuma central)
- La Organización Nacional de Hospitales Tenryu Hospital está ubicada en el Barrio Hamakita.

## Educación

### Escuela secundaria
- Shizuoka Prefectural Tenryu Escuela secundaria (Edificio de la Escuela Futama, Edificio de la Escuela Haruno)
- Prefectura de Shizuoka Escuela secundaria Hamamatsu Kohoku Escuela secundaria de Sakuma

- Ciudad secundaria de Hamamatsu City Seiryu
- Escuela secundaria menor de la ciudad de Hamamatsu Hikarigaoka
- Escuela secundaria menor municipal de Hamamatsu Haruno
- Escuela secundaria menor de la ciudad de Hamamatsu Sakuma
- Escuela secundaria menor de la ciudad de Hamamatsu Minakubo

### Escuela primaria
- Escuela primaria municipal de Hamamatsu Futamata
- Escuela primaria municipal de Hamamatsu Komei
- Escuela primaria municipal de Kamitako de Hamamatsu
- Escuela primaria de Hamamatsu Shimoatako
- Escuela primaria de la ciudad de Hamamatsu Kuma
- Escuela primaria de la ciudad de Hamamatsu Yokoyama
- Escuela primaria de Hamamatsu Inu
- Escuela primaria de la ciudad de Hamamatsu Kumagiri
- Escuela primaria de la ciudad de Hamamatsu Keda
- Escuela primaria de la ciudad de Hamamatsu Sakuma
- Escuela primaria de la ciudad de Hamamatsu Urakawa
- Escuela primaria de la ciudad de Hamamatsu Mizubo

### Jardín de infantes
- Jardín de infantes municipal de Hamamatsu Futamata
- Jardín de infantes de Hamamatsu Mitsuaki
- Jardín de infantes de la ciudad de Hamamatsu Tatsukawa
- Jardín de infantes de Kuma de la ciudad de Hamamatsu
- Jardín de infantes Kamitako de la ciudad de Hamamatsu
- Jardín de infantes de Shimoata de la ciudad de Hamamatsu
- Jardín de infantes Hamamatsu Inu
- Jardín de infantes de Keda de la ciudad de Hamamatsu
- Jardín de infantes de la ciudad de Hamamatsu Urakawa
- Jardín de infantes de la ciudad de Hamamatsu Sakuma
- Jardín de infantes de Minakubo

### Escuela de apoyo especial
- Escuela de Apoyo Especial de la Prefectura de Shizuoka Tenryu

## Tráfico

### Ferrocarril
La estación central de la sala es la estación Tenryu Futamata. Las estaciones de Nishi Kashima y Chubu Tenryu son también las estaciones base.
- Ferrocarril de pasajeros de Tokai (JR Tokai) Línea Iida
  - Estación Idema-Estación Kamiichiba-Estación Urakawa-Estación Hayase-Estación Shimokawaai-Estación Chubu Tenryu-Estación Sakuma-Estación Aizuki-Estación Josai-Estación Mukoichiba-Estación Mizubo-Estación Oarashi-Estación Owada
- Ferrocarril de Enshu 
  - Estación Nishikashima
- Línea Tenryu Hamanako (antigua línea JNR Futamata)
  - Estación Tenryu Futamata-Estación Futama Honmachi-Estación Nishikashima

### Autobús
- Autobús de Entetsu 
  - Hay una oficina de Tenryu en el pupilo.
    - Línea Kasai
    - Línea Akiba
    - Línea Kashima
    - Línea principal de Hokuen
- Autobús de la ciudad de Hamamatsu
  - En Tenryu Ward, la División de Desarrollo del Pueblo de la Oficina de Tenryu Ward externaliza el servicio al ferrocarril de Enshu.
- Autobús de contacto
  - Autobús de contacto Haruno
  - Autobús de contacto Tenryu
  - Autobús de contacto de Yongsan
  - Autobús de contacto Sakuma
  - Autobús de contacto Mizukubo

### Camino
- Autopista

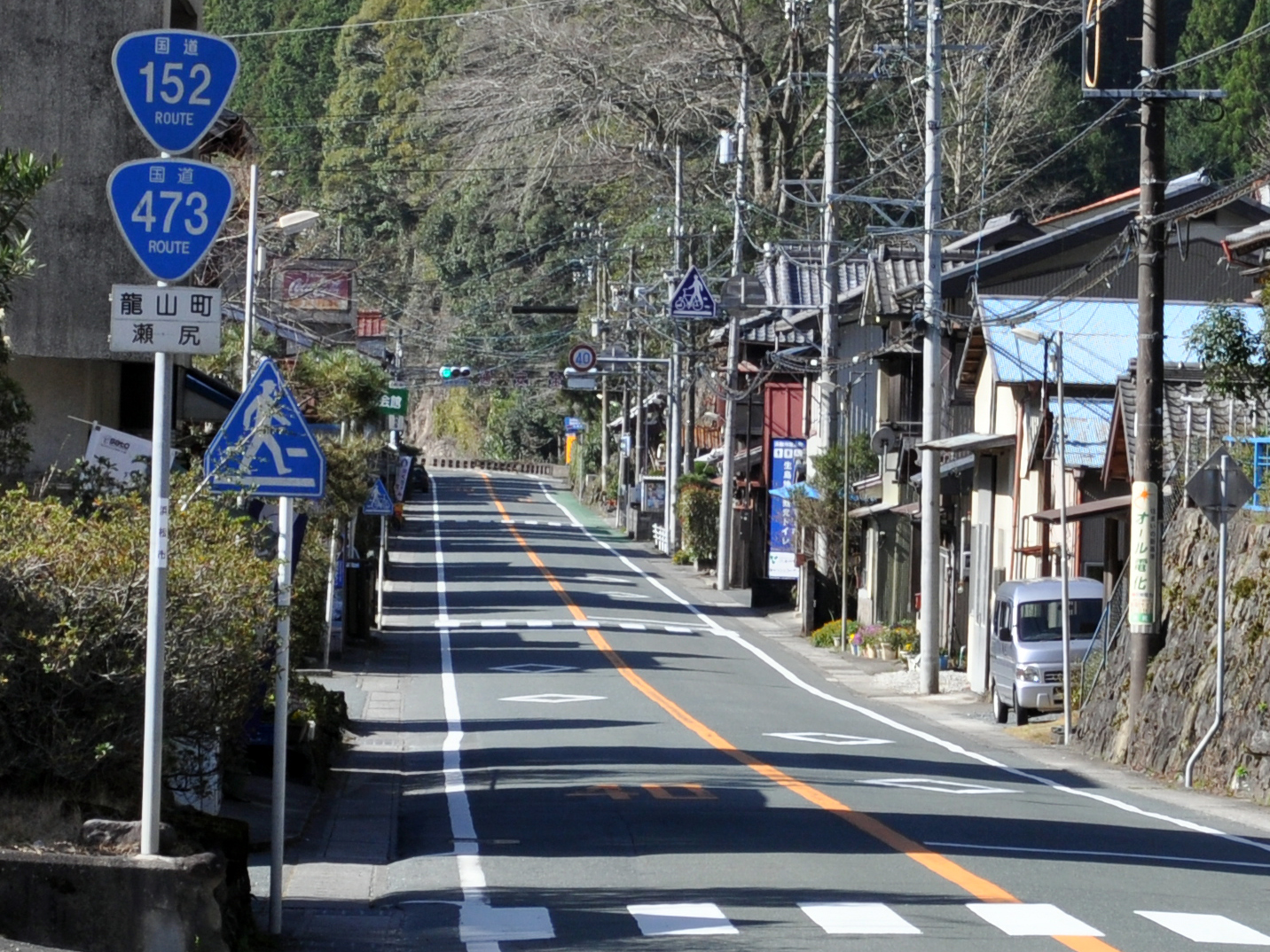
Sección superpuesta de la Ruta Nacional 152 y la Ruta Nacional 473 (Yuzuyama-cho Seshiri, marzo de 2010)

  - Autopista Sanen Nanshin (Ruta Nacional 474, en construcción)
- Carretera nacional general
  - Ruta 152
  - Ruta Nacional 362
  - Ruta 473

## Celebridades
Las personas relacionadas también se describen en esta sección.
- Shinryu Uchiyama (editor del erudito nacional "Enie Kuni Fudoki")
- Akiyoshi Kanehara (Industria. Control de inundaciones del río Tenryu que se temía como "Rise Tenryu")
- Hiroshi Kumagai (exsecretario general del gabinete y exministro de comercio internacional e industria)
- Keizaburo Sakawa (expresidente de la Asamblea de la Prefectura de Shizuoka)
- Danhei Ohata (expresidente de la Asamblea de la ciudad de Haruno)
- Momoka Suzuki (director de cine)
- Hiroshi Shimizu (Director de cine)
- Soichiro Honda (empresario e ingeniero)
- Yutaka Katayama (expresidente de Nissan North America; padre de Fairlady Z)
- Akino Akino (pintor japonés)
- Shinichi Uchiyama (expresidente de Shizuoka Daiichi TV)
- Shoichiro Kumamura (exalcalde de Tenryu)
- Teiko Shirai (Director de Takarazuka Revue)
- Fujisaburo Fujie (Alcalde Inui)
- Hiroyuki Okamoto (expresidente de la Asamblea de la Prefectura de Shizuoka)
- Shigeru Saiki (muchachos de la ciudad) * Taku Egawa (jugador de béisbol profesional): vivió en el área de Okuma, Sakuma-cho, y asistió a la escuela secundaria Sakuma hasta el segundo año.
- Shuichi Iwashita (jugador de béisbol profesional)
- Hideyoshi Miyazaki (exjugador de atletismo, velocista más antiguo del mundo)
- Kaoru Yawata (intérprete de comedia)
- YUI KAWASHIMA (Vocalista de una banda de rock
- Jiro Ono (chef de sushi, ganador más antiguo del chef de tres estrellas Michelin)
- Yasuya Matsuyama (anteriormente Yasuya Suzuki), actual director de Sompo Care Co., Ltd. y presidente de LifeMessage Co., Ltd.

## Otros
- Cien selecciones de pueblos acuáticos: el tema es "Un pueblo cálido Tenryu entretejido entre bosque, río y gente"
- Los tres bosques artificiales más grandes de Japón: la plantación de cedro, un árbol de la ciudad, es uno de los tres bosques artificiales más grandes de Japón.
- En verano, a menudo se informa como el punto de monitoreo de temperatura más alto en Japón.

## Ciudad, gran sección de una sala
Distrito de Tenryu
- Futama Town
- Futama-cho Oen
- Futamata Azo
- Futama Town Kashima
- Minamashima, pueblo de Futama
- Shandong
- Jiro Hachishinta
- Otani
- Funaki
- Solo
- Yokokawa
- Pueblo de Yokoyama
- Mes
- Stream
- Aizu
- Isa
- Okawa
- Saku
- Taniyama
- Nombre de Shinonome
- Nombre de Shinonome
- Osos
- Kanzawa
- Oguriyasu
- Nishitohei
- Higashi Tohei
- Atera
- Ashikubo
- Nagasawa
- Kaiyama
- Ishigami
- Ueno Ambas islas
- Aoya
- Togashima
- Yonezawa
- Sol
- Midori Edai

Zona de Haruno
- Pueblo de Haruno
- Harunouchi, Harunocho
- Haruno Town
- Harunocho Izumihei
- Harunocho Sunagawa
- Harunocho Ohki
- Harunocho Chozoji
- Harunocho Ishiuchi Matsushita
- Haruno Machi Taguro
- Puerta de balsa de la ciudad de Haruno
- Harunocho Gowa
- Harunocho Koshikidaira
- Harunocho Takawachi
- Harunocho Makino
- Harunocho Hanajima
- Cedro harunocho
- Harunocho Kawakami
- Harunocho Miyagawa
- Haruno Town Keda
- Haruno Town Toyooka
- Harunocho Ishikiri
- Harunomachi Omata Keimaru

Distrito de Sakuma
- Urakawa, ciudad de Sakuma
- Kawai, ciudad de Sakuma
- Sakuma Town Hanba
- Ciudad central de Sakuma
- Sakuma, ciudad de Sakuma
- Sakuma Town Okurya
- Pueblo Sakuma
- Puerta de la ciudad de Sakuma
- Kamihirayama, ciudad de Sakuma
- Okuma, ciudad de Sakuma

Área de Minakubo
- Okuryo, pueblo de Minakubo
- Minakubo
- Minakubocho Yamazumi

Distrito de Yongsan
- Omine, Yongsan-cho
- Tatsuyama Town Tokura
- Shimohirayama, Yongsan-cho
- Sejiri, Yongsan-cho